# Diecezja Bambari
Diecezja Bambari (łac. Dioecesis Bambaritana) – diecezja rzymskokatolicka w Republice Środkowoafrykańskiej. Diecezja została erygowana 18 grudnia 1965 roku, z wydzielonego terytorium archidiecezji Bangi.

## Główne świątynie
- Katedra: Katedra św. Józefa w Bambari

## Biskupi diecezjalni
Administratorzy diecezji.
1970–1978. Abp Joachim N’Dayen
1978–1981. Bp Michel Marie Joseph Maître
Biskupi diecezjalni.
1981–1996. Bp Michel Marie Joseph Maître
1996–2004. Bp Jean-Claude Rembanga
2004–2017. Bp Edouard Mathos
2017– nadal Bp Richard Appora